# Rio Grande
Rio Grande (v Mehiki Río Bravo del Norte) je ena najdaljših rek v Severni Ameriki, in teče po ozemlju ZDA in Mehike. Dolga je 3051 km.
Reka izvira v Koloradu, teče skozi Novo Mehiko in Teksas, pri El Pasu prečka mejo; od tu pa do Ciudad Juáreza je mejna reka, nakar se izlije v Mehiški zaliv.